# 吉田耕平
吉田 耕平（よしだ こうへい、1978年4月21日 - ）は、大阪府出身の元ハンドボール選手、ハンドボール指導者。現役時代のポジションはゴールキーパー。

## 経歴
兵庫県宝塚市の宝塚市立末広小学校に入学した当時は、サッカーをやっていた。3年終了時に大阪府豊中市の豊中市立刀根山小学校へ転校し野球を始める。豊中市立第十三中学校入学後にハンドボールと出会い、北陽高等学校（現・関西大学北陽高等学校）、大阪体育大学へ進学、プレー経験を積む。
大学では全日本学生ハンドボール選手権大会の優勝を経験し、卒業後はホンダ熊本へ入団。当時、ホンダの環境を聞いていた吉田はホンダ熊本における環境があまりに違うことに愕然としたという。その後は日本代表に選出され2004年アテネオリンピック の予選に出場した。
2004年よりアラコ九州(現・トヨタ紡織九州レッド・トルネード)へ移籍、同シーズンの終了時にはエストニアのチョコレートボーイズへ移籍した。同年には自身がオーナーを務めるハンドボールチームHC茨木アッシュ・クーレを設立し、大阪社会人ハンドボールリーグに所属している。
2009年に4年ぶりに日本へ復帰し、大崎オーソルへ入団した。その後、大崎で現役を引退。
2020年時点では母校の関西大学北陽高等学校ハンドボール部の監督を務める。2022年には男子ジュニア(U21)日本代表チームのGKコーチも務める。
2023年3月に男子部員に対し懲罰的に丸刈りを強要していたことが発覚。その後の調査で暴力や暴言も確認されたとして処分された。
脚注
1. 1 2 3 4  ゴールキーパー「3つの基本」～セービング率を飛躍させる土台づくり～【全1巻】 - Japan Laim Cooporation
2. ↑  関西大学北陽高等学校ハンドボール部・吉田耕平監督　読売新聞に記事掲載 - 関西大学（2020年9月14日）2022年11月11日閲覧。
3. ↑  男子ジュニア(U-21)日本代表 第17回男子ジュニアアジア選手権　　2022/7/15 ～ 7/24：バーレーン - 日本ハンドボール協会（2022年）2022年11月11日閲覧。
4. ↑  “監督やコーチが「指導」で部員に丸刈り強要 関大北陽高ハンド部：朝日新聞デジタル”. 朝日新聞デジタル (2024年4月9日). 2024年4月9日閲覧。